# Williamsus paryphiceps
Williamsus paryphiceps är en insektsart som först beskrevs av Williams 1977.  Williamsus paryphiceps ingår i släktet Williamsus och familjen vedstritar. Inga underarter finns listade i Catalogue of Life.